# Stephen Chow
Stephen Chow Sing-chi (chinês tradicional: 周星馳, Chow Sing-chi; Hong Kong britânico, 22 de junho de 1962) é um ator e cineasta de Hong Kong e conselheiro politico da Conferência Consultiva Política do Povo Chinês.

## Biografia
Nascido Chow Sing-chi em Hong Kong no dia 22 de Junho de 1962, Stephen Chow passou sua infância com três irmãs em Xangai, China. Ele desenvolveu um interesse pelas artes marciais depois de testemunhar o talento de Bruce Lee, onde ele começou a treinar no estilo de Wing Chun, que foi uma das especialidades de Bruce Lee. Sua formação em artes marciais serviu-lhe bem e ele a incorporou em muitos de seus famosos filmes de ação.
Em 1982, ele se formou no colegial e fez um teste para uma escola de teatro dirigido por TVB, de Hong Kong estação de televisão, onde ele foi rejeitado. Seu amigo 'Waise' Lee Chi-hung (The Legend of the Swordsman, de John Woo "A Better Tomorrow") ajudou-o e ele foi autorizado a ter aulas noturnas. Formou-se em 1983 e foi contratado para apresentar um programa infantil de televisão chamado "Space Shuttle 430", embora ele não gostasse de crianças. Isso não o impediu de exercer a sua obrigação como ele desenvolveu um relacionamento inconvencional com co-estrelas do show que o público amava, o que levou o programa a ser executado por cinco anos. Durante a corrida final do show, em 1988, ele interpretou papéis dramáticos em inúmeros programas de televisão e foi a estrela em seu primeiro filme onde o ator 'Danny' Lee Sau-yin (City on Fire, de John Woo "The Killer") o chamou para atuar em "Final Justice", em que ganhou um prêmio de Melhor Ator Coadjuvante no 25 º Prêmio Anual de Cinema de Taiwan.
Em 1990, ele introduziu seu talento incrível para comédia no filme, "All for the Winner", que era um hilariante spin-off do filme, "God of Gamblers"  estrelado por Chow Yun-fat. O filme se tornou um sucesso tão grande que ele também estrelou ao lado de Chow Yun-fat na seqüência de sucesso, "God of Gamblers 2". Destacou-se no gênero comédia e desenvolveu uma marca que reinventou sua carreira nos próximos anos, quando ele começou a fazer paródias de Hollywood, filmes japoneses de Hong Kong cinema, como "Fist of Fury 1991", "From Beijing with Love", e sua estréia como diretor, "All's Well Ends Well". No filme paródia, "Justice My Foot" ele ganhou Melhor Ator da Ásia no Festival de Cinema do Pacífico.
Sua ideia de combinar esporte com ação kung-fu e comédia entrou em cena em 2002 com "Shaolin Soccer", onde alguns efeitos digitais foram usados para ajudar a criar sequências de ação incríveis com a ajuda do coreógrafo de ação lendário Tony Ching Siu-tung, que deu um toque estilizado para as lutas. O filme atingiu o ouro no lançamento, classificando o filme de maior bilheteria da história do cinema de Hong Kong com um recorde de HK $ 60 milhões.
Finalmente, Hollywood apoiou as habilidades cômicas Chow e Miramax Films comprou os direitos de distribuição de "Shaolin Soccer" e o lançou internacionalmente em 2003. Após o sucesso de "Shaolin Soccer" a Columbia Tristar lançou seu próximo projeto de comédia kung-fu, "Kung Fu Hustle", em que ele teve colaboração de outro lendário coreógrafo de ação, Yuen Wo-ping, para criar algumas contundentes sequências de artes marciais, as quais Wo-Ping era famoso desde os anos 70 em Hong Kong.
A criatividade de Stephen Chow em ação e comédia continua a encontrar novos públicos e seu trabalho vai continuar a entreter os espectadores ao redor do mundo para os próximos anos.

## Filmografia
- 2016 - The Mermaid
- 2013 - Journey to the West
- 2009 - Dragonball Evolution (Produtor)
- 2008 - CJ7 - O Brinquedo Mágico (Diretor, produtor, roteirista e ator)
- 2004 - Kung Fu Hustle (Diretor, produtor, roteirista e ator)
- 2001 - Shaolin Soccer (Diretor, produtor, roteirista e ator)
- 1999 - King of Comedy
- 1992 - Justice, My Foot

## Prêmios
Amsterdam Fantastic Film Festival
- 2005: Silver Scream Award por Kung Fu Hustle

Asia Pacific Film Festival
- 1999: Melhor ator por Justice, My Foot

Golden Bauhinia Awards
- 2002: Melhor diretor por Shaolin Soccer